# Sarah Winckless
Sarah Winckless (ur. 18 października 1973 w Reading) – brytyjska wioślarka.

## Osiągnięcia
- Mistrzostwa Świata – Kolonia 1998 – ósemka – 8. miejsce[1].
- Mistrzostwa Świata – St. Catharines 1999 – czwórka podwójna – 7. miejsce[1].
- Igrzyska Olimpijskie – Sydney 2000 – dwójka podwójna – 9. miejsce[1].
- Mistrzostwa Świata – Sewilla 2002 – czwórka podwójna – 5. miejsce[1].
- Mistrzostwa Świata – Mediolan 2003 – czwórka podwójna – 4. miejsce[1].
- Igrzyska Olimpijskie – Ateny 2004 – dwójka podwójna – 3. miejsce[1].
- Mistrzostwa Świata – Gifu 2005 – czwórka podwójna – 1. miejsce[1].
- Mistrzostwa Świata – Eton 2006 – czwórka podwójna – 1. miejsce[1].
- Igrzyska Olimpijskie – Pekin 2008 – ósemka – 5. miejsce[1].